# AZ ricerca
AZ ricerca, anche conosciuto semplicemente come AZ è un marchio di una linea di prodotti per l'igiene orale prodotti dall'azienda statunitense Procter & Gamble e venduti in Italia.

## Storia
Il marchio è stato introdotto sul mercato nel 1965, ed il primo prodotto della linea ad essere commercializzato è stato il dentifricio AZ15 Gengidentifricio. Dagli anni ottanta sono stati commercializzati anche spazzolini da denti, collutori, linee di prodotti specifici per i bambini e le linee Az Tartar Control ed AZ Fluor Protection.
Il reparto Ricerca e Sviluppo della Pierrel Farmaceutici con sede a Capua (Ce) elabora la formula del dentifricio AZ, un prodotto creato dalla Pierrel Farmaceutici che riscuote un grande successo commerciale oltre a essere riconosciuto tra i migliori prodotti per la pulizia e l'igiene dei denti. Inizialmente veniva venduto solo nelle farmacie. Nel 1990 la Procter & Gamble ha rilevato il marchio dalla Pierrel Farmaceutici al prezzo di 50 miliardi di lire.